# Portland autóbusz-állomás
Portland autóbusz-állomás a Greyhound Lines autóbusz-pályaudvara volt az Amerikai Egyesült Államok Oregon államának Portland városában, Old Town Chinatown városrészben.
2019-es bezárását követően helyén hajléktalanszállót terveztek kialakítani.

## Fordítás
- Ez a szócikk részben vagy egészben  a   Greyhound Bus Station (Portland, Oregon) című angol Wikipédia-szócikk ezen változatának fordításán alapul.  Az eredeti cikk szerkesztőit annak laptörténete sorolja fel. Ez a jelzés csupán a megfogalmazás eredetét és a szerzői jogokat jelzi, nem szolgál a cikkben szereplő információk forrásmegjelöléseként.